# Chuck Yeager's Advanced Flight Trainer
Chuck Yeager's Advanced Flight Trainer è un videogioco simulatore di volo del 1987 prodotto dalla Electronic Arts per numerosi computer. Si è servito della consulenza tecnica di Chuck Yeager, che compare anche nel gioco.
Il videogioco permette al giocatore di "testare" quattordici differenti aeroplani, compreso il Bell X-1, che Yeager aveva utilizzato per diventare il primo uomo a superare la velocità Mach 1. Fra gli altri modelli di aereo presenti nel videogioco si possono citare l'SR-71 Blackbird; il P-51 Mustang; il Cessna 172 Skyhawk; l'F-16 e l'F/A-18.
Il gioco è stato seguito da Chuck Yeager's Advanced Flight Trainer 2.0 e Chuck Yeager's Air Combat.